# 白根尚貴
白根 尚貴（しらね なおき、1993年4月28日 - ）は、島根県松江市出身の元プロ野球選手（内野手、外野手）、野球指導者。右投右打。

## 経歴

### プロ入り前
松江市立乃木小学校3年生の時に、「乃木ライオンズ」で野球を始める。松江市立湖南中学校時代に所属した「乃木ライオンズシニア」では、2年時に西日本大会優勝、3年時にベスト8という実績を残した。
開星高校に進学後は、投手として1年時の春から公式戦に出場。1年秋以降から3年夏までは、エースとしてほぼ全ての公式戦に登板した。
2年時には、1年先輩の糸原健斗らと共に春夏連続で甲子園球場での全国大会に出場。春の選抜大会では向陽高校との初戦に1-2で敗退。夏の選手権大会では、初戦の仙台育英高校戦で5-6と惜敗したが、木村謙吾から本塁打を記録した。
3年時には、夏の島根大会で3本塁打を記録し、選手権大会へ出場。柳井学園高校との1回戦では3安打完封。2回戦で、後にこの大会を優勝した日本大学第三高校に8-11で敗退した（白根は計4回2/3を投げ5失点）。しかし、打撃では相手エースの吉永健太朗から4安打を記録している。
高校通算40本塁打の打力や、遠投120メートルの強肩などが評価され、2011年のプロ野球ドラフト会議で福岡ソフトバンクホークスから内野手として4巡目で指名。契約金4,000万円、年俸500万円（金額は推定）という条件で入団した。入団当初の背番号は55。

### ソフトバンク時代
2012年には、春季キャンプ前の新人合同自主トレーニング中に、右肘の違和感を訴えた。後の精密検査で右肘関節の内側側副靱帯損傷、肘頭骨棘、尺骨神経障害と診断されたため、2月に右肘内側側副靱帯再建手術（トミー・ジョン手術）および頭骨棘除去手術を受けた。その後はリハビリに専念したため、実戦への出場機会はなかった。
2013年には、ウィリー・モー・ペーニャの背番号変更に伴い1月9日から背番号を65に変更。2月の春季キャンプでの練習試合で実戦に復帰した。シーズン中には三軍戦38試合に出場したが、7月に右肩の亜脱臼を起こしたため、二軍戦（ウエスタン・リーグ公式戦）には2試合の出場にとどまった。
2014年には、93試合に出場した三軍戦で、チームトップの10本塁打を記録。しかし、ウエスタン・リーグの公式戦では7打数無安打に終わった。シーズン終了後には、支配下選手契約の解除通告（10月31日）を経て、11月27日に育成選手契約を締結。これを機に、背番号を123へ変更した。
2015年には、ウエスタン・リーグの公式戦に三塁手として出場する機会が増加。打撃面でも、一時リーグの暫定首位打者になったほど好調だったため、フレッシュオールスターゲームではウエスタン・リーグ選抜のメンバーに選ばれた（実際には天候不良で中止になったため出場できず）。結局、ウエスタン・リーグ公式戦では、打率.274、3本塁打という成績でシーズンを終了し、三軍戦でも52試合の出場で打率.335を記録した。球団では翌2016年も白根と育成選手契約を結ぶ方針を立てていたが、支配下登録選手経験があり一旦自由契約となる白根は育成選手としての再契約を拒否した。自由契約選手として10月30日付でNPBから公示され、他球団での支配下登録選手復帰を目指し11月10日の12球団合同トライアウト（草薙球場）に参加した。トライアウトへの参加が発表された際には、「ホークスに戻ることはありません。来年（2016年）で（プロ野球生活）5年目になるので、（ホークスに）残って育成のままで終わってしまうのであれば、トライアウトを受けた方が後悔はない」とコメント。この決断に対して、ソフトバンク一軍監督の工藤公康からは、「球団としては育成で契約してほしかったが、自分なりに決断したことだから、『そこに賭けたい』という思いがあれば、（トライアウトに）チャレンジすることは悪いとは思わない。彼にとって良い結果になればいい」というエールを送られた。トライアウトでは、シートバッティング形式で7人の投手と対戦。三塁打・二塁打を1本ずつ放つなど、7打数3安打という結果を残した。

### DeNA時代
2015年11月17日に、横浜DeNAベイスターズが、白根を支配下登録選手として契約することを発表した。推定年俸は450万円で、背番号は60。DeNAへの入団記者会見では、「『育成選手はプロ野球選手ではない』と思っていた。いずれは（選手を）辞めなければいけないのだから、その気持ちに嘘をついて（プロ野球生活を）続けるより、自分の意思で野球を続けたい」という表現で心境を吐露した。高校の先輩である梶谷隆幸とチームメイトになったことから、梶谷とクリーンアップを組めるほどの活躍を目標に挙げた。
2016年には、春季キャンプの序盤（2月4日）から一軍に合流したものの、公式戦の開幕を二軍で迎えた。イースタン・リーグ公式戦で、開幕から4月末までに打率.328、2本塁打、14打点、リーグ1位の39安打を記録したことから、3・4月度のリーグ月間MVPを受賞した。4月14日に自身初の一軍昇格を果たすと、16日の対東京ヤクルトスワローズ戦（松山中央公園野球場）では、「6番・一塁手」としてスタメンで一軍デビュー。しかし、レギュラーシーズン全体では、一軍公式戦3試合の出場で4打数無安打に終わった。その一方で、イースタン・リーグ公式戦には、リーグトップの120試合へ出場。打率は.269ながら、リーグ最多の118安打を放ったほか、チーム2位（日本人選手では最多）の10本塁打とチームトップの58打点を記録した。
2017年には、登録上のポジションを外野手へ変更した。6月17日の対オリックス・バファローズ戦（横浜スタジアム）7回裏に代打へ起用されると、一軍公式戦での初安打を佐藤達也からの2点本塁打で記録。チームも14-5というスコアで大勝したことから、試合後には戸柱恭孝・桑原将志と並んでヒーローインタビューを受けた。もっとも、一軍公式戦への出場はわずか12試合で、本塁打もこの1本にとどまった。
2018年には、イースタン・リーグ公式戦66試合に出場。打率.255、1本塁打、15打点という成績を残したが、一軍公式戦への出場には至らず、10月3日に球団から戦力外通告を受けた。この通告を機に、現役からの引退を決意。12月2日付で、NPBから自由契約選手として公示された。

### 現役引退後
2019年1月24日に、四国アイランドリーグplusの愛媛マンダリンパイレーツから、野手コーチへ就任することが発表された。就任後は実戦から離れていたが、シーズン終了後の11月30日には、内野手として第1回ワールドトライアウト（明治神宮野球場）に参加した。参加時の背番号は14で、本人は「選手のスカウティングを目的に出向いたところ、（主催者から）『急に参加しろ』と言われた」と説明していた。その後も現役に復帰することはなく、2020年の契約期間満了を機に愛媛を退団。
2021年夏より新規立ち上げの小学生軟式野球、小学生ソフトボール、中学生硬式野球のチームである「福山ウエスト」の総監督に就任。
2023年1月より古巣・DeNAに球団職員として復帰、ベイスターズベースボールスクールのコーチに就任。

## 選手としての特徴・人物
投手としては、最速149km/hのストレートを中心に、多彩な変化球（スライダー・ フォーク・シュートなど）を投げ分けていた。ソフトバンクの育成選手だった2014年のシーズン終了後には、野手へ転向していたにもかかわらず、マイナーリーグAA級の球団から投手としての獲得を打診された。
高校時代には、体重が一時105kgにまで増加。その風貌や豪腕ぶりと相まって、メディアからは「島根（山陰）のジャイアン」の異名を付けられた。白根によれば、「高校ではほとんど練習せず、動かなすぎたので（ジャイアンばりの巨体になった）」特に「プロテインを飲めば筋肉が勝手につくものだと勘違いし必要以上に摂取した結果ただただ太ってしまった」とも語っている。「（投手時、一塁カバーに向かわないなど）態度が悪かったのかも」とのこと。ただし、「覚えてもらえるので、嫌じゃない（と当時から思っていた）」と後年語っている。
打者としては、高校時代から北川博敏モデルのバットを使用。「追い込まれてからも右の方向へ打球を飛ばせる」と自認するほどの力強いバッティングが特徴で、ソフトバンク時代に体重を30キログラムほど減らしたにもかかわらず、パワーは高校時代と変わらないという。
DeNAで移籍1年目に自身初の一軍昇格を果たした際には、「（一軍は）去年（2015年）までだと見えていない世界なので、（昇格できたことが）素直に嬉しい。行動して良かった」と述べた。
小さい頃から母子家庭で育ち、2017年にプロで唯一放ったホームランボールは母親にプレゼントした。しかし、2018年4月に54歳で急死。同年秋に戦力外通告を受け、「母と野球を同時に失った」と語る。
DeNAで現役を引退した直後には、TBSテレビ制作の『中居くん決めて!』（2019年1月21日深夜放送分「元プロ野球選手のSOSに中居が神対応!?」）へゲスト出演。野球に未練があることや、2018年に結婚したばかりであることを明かしたうえで、MCの中居正広に進路の相談を持ち掛けた。相談の内容は「『（現役選手時代より）給料の安い野球の指導者』へのオファーと『（野球の指導者より）給料の高い飲食店の店長』へのオファーを受けて悩んでいる」というもので、同局で『ドラフト緊急生特番!お母さんありがとう』のMCも務めるほどの野球通である中居は、白根に対して「給料が安くても、野球の仕事に携わると進展がありそう。奥さんもきっと分かってくれる」とアドバイス。収録後に白根がその旨を妻に伝えたところ、中居のアドバイスに賛同した模様も放送された。実際には、放送の3日後（同月24日）に、独立リーグ（愛媛球団）のコーチへ就任することが発表された。

## 詳細情報

### 年度別打撃成績
| 年 度     | 球 団     | 試 合 | 打 席 | 打 数 | 得 点 | 安 打 | 二 塁 打 | 三 塁 打 | 本 塁 打 | 塁 打 | 打 点 | 盗 塁 | 盗 塁 死 | 犠 打 | 犠 飛 | 四 球 | 敬 遠 | 死 球 | 三 振 | 併 殺 打 | 打 率 | 出 塁 率 | 長 打 率 | O P S |
| --------- | --------- | ----- | ----- | ----- | ----- | ----- | -------- | -------- | -------- | ----- | ----- | ----- | -------- | ----- | ----- | ----- | ----- | ----- | ----- | -------- | ----- | -------- | -------- | ----- |
| 2016      | DeNA      | 3     | 4     | 4     | 0     | 0     | 0        | 0        | 0        | 0     | 0     | 0     | 0        | 0     | 0     | 0     | 0     | 0     | 1     | 1        | .000  | .000     | .000     | .000  |
| 2017      | DeNA      | 12    | 13    | 13    | 2     | 3     | 0        | 0        | 1        | 6     | 2     | 0     | 0        | 0     | 0     | 0     | 0     | 0     | 2     | 0        | .231  | .231     | .462     | .692  |
| 通算：2年 | 通算：2年 | 15    | 17    | 17    | 2     | 3     | 0        | 0        | 1        | 6     | 2     | 0     | 0        | 0     | 0     | 0     | 0     | 0     | 3     | 1        | .176  | .176     | .353     | .529  |

### 年度別守備成績
| 年 度     | 球 団     | 一塁  | 一塁  | 一塁  | 一塁  | 一塁  | 一塁     |
| 年 度     | 球 団     | 試 合 | 刺 殺 | 補 殺 | 失 策 | 併 殺 | 守 備 率 |
| --------- | --------- | ----- | ----- | ----- | ----- | ----- | -------- |
| 2016      | DeNA      | 1     | 9     | 0     | 0     | 0     | 1.000    |
| 2017      | DeNA      | 4     | 11    | 0     | 0     | 1     | 1.000    |
| 通算：2年 | 通算：2年 | 5     | 20    | 0     | 0     | 1     | 1.000    |

### 記録
- 初出場・初先発出場：2016年4月16日、対東京ヤクルトスワローズ4回戦（松山中央公園野球場）、6番・一塁手で先発出場
- 初打席：同上、2回表に石川雅規から空振り三振
- 初安打・初本塁打・初打点：2017年6月17日、対オリックス・バファローズ2回戦（横浜スタジアム）、7回裏に加賀繁の代打で出場、佐藤達也から左越2ラン

### 背番号
- 55（2012年）
- 65（2013年 - 2014年）
- 123（2015年）
- 60（2016年 - 2020年）

### 登場曲
- Destiny - ISSA×SoulJa（2016年）
- hero - 安室奈美恵  （2016年後半戦）
- You&me - ビーグルクルー（2017年）